# Ultralahki tricikel
Ultralahki tricikel (ang. ultralight trike) je vrsta motornega zmaja, ki uporablja trikolesno vrsto podvozja.V Sloveniji jih proizvaja Pipistrel, in sicer modela Spider in Twister. 
19. januarja 2008 je pilot Mark Jackson letel nad afriškim vulkanom Kilimandžaro, pri tem je dosegel rekordno višino 7395 metrov. Prav tako je podrl časovni rekord dviga do višine 6100 metrov - 25 minut in tudi čas dviga do 3000 metrov - 19 minut.
Cena enosedežnega zrakoplova je okrog $5000–$10000, visoko sposobni dvosedi (tandemski zmaji) pa  stanejo okrog $15000–$30000, odvisno od opreme.
Ultralahki tricikel je v angleščini znan pod celo vrsto imeni, ki se uporabljajo pri različnih tipih: flex-wing trike (zmaji s fleksibilnimi krili), microlight trike (mikrolahki zmaji), deltatrike (zmaji z deltoidnimi krili), motorized deltaplane (motorizirani delta zmaji) ali "weight-shift-control aircraft".

## Primeri ultralahkih triciklov
- Pipistrel Spider
- Pipistrel Twister
- Evolution Revo
- Airborne XT
- DTA Combo
- Mainair Blade